# Capo segretario per l'Irlanda

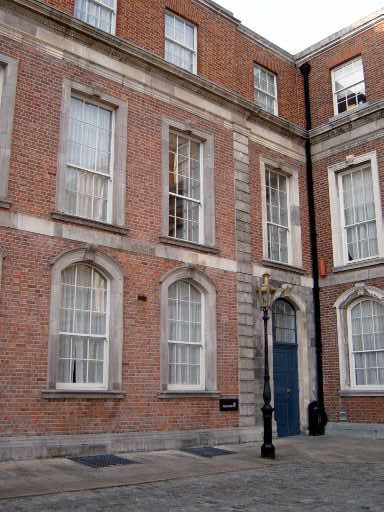
L'ufficio del capo segretario per l'Irlanda nel castello di Dublino.

Il capo segretario per l'Irlanda fu un incarico politico di fondamentale importanza nell'amministrazione britannica dell'Irlanda. Normalmente subordinato al lord luogotenente d'Irlanda, dalla fine del XVIII secolo sino alla fine del governo inglese dell'isola egli fu de facto il capo del governo dello Stato; solitamente, infatti, era il capo segretario più che il lord luogotenente a sedere nel gabinetto di governo britannico.
Il governo inglese dell'Irlanda terminò con la guerra d'indipendenza irlandese che portò alla fondazione della moderna repubblica. Come conseguenza di questi eventi, il ruolo di capo segretario venne abolito così come quello di lord luogotenente. Le responsabilità dei due incarichi vennero trasferite rispettivamente al presidente del Consiglio esecutivo ed al presidente dell'Irlanda del Nord.

## L'incarico prima del 1801
La posizione dominante del lord luogotenente al castello di Dublino era stata centrale nell'amministrazione britannica del Regno d'Irlanda per gran parte della sua storia. La Poynings' Law in particolare portò alla necessità di porre il Parlamento d'Irlanda in una sorta di potere legislativo indipendente anche se il monarca inglese manteneva il controllo sull'autorità esecutiva tramite il Lord Luogotenente.
Nel 1560 la regina Elisabetta I d'Inghilterra, ordinò al lord luogotenente Thomas Radclyffe, III conte di Sussex, di nominare John Challoner di Dublino al ruolo di capo segretario "dal momento che non vi è alcuno nominato a rappresentarsi nel Nostro Consiglio, e considerando il fatto che vi debba essere un segretario anche per questa parte del Nostro reame". La nomina di un capo segretario era intesa sua a incrementare l'amministrazione irlandese, ma anche a mantenere la linea di governo del Lord Luogotenente.
Col tempo, l'incarico di capo segretario gradualmente acquisì in importanza, in particolare per il suo ruolo come manager degli affari legislativi del governo nella Camera dei Comuni irlandese, nella quale sedeva come membro del parlamento. Mentre l'amministrazione irlandese non era responsabile del parlamento locale, continuava comunque ad esercitare la propria influenza per assicurare il passaggio di leggi chiave per il dominio britannico in Irlanda.
Nel 1800 l'Act of Union venne approvato dal parlamento irlandese, unendo l'Irlanda nel nuovo Regno Unito di Gran Bretagna e Irlanda che divenne effettivo dal 1º gennaio 1801. Il capo segretario dunque acquisì un'importanza notavole nell'approvazione di questo decreto, distinguendosi nella persona di Robert Stewart, visconte Castlereagh.
Dopo l'unione, il parlamento irlandese cessò di esistere. Ad ogni modo, il sistema d'amministrazione dell'Irlanda continuò a persistere e continuarono ad essere nominati un lord luogotenente ed un capo segretario.

## Capo segretario per l'Irlanda, 1660-1701
| Nome                 | Immagine | Inizio incarico | Fine incarico |
| -------------------- | -------- | --------------- | ------------- |
| Matthew Lock         |          | 1660            | 1660          |
| Sir Thomas Page      |          | 1662            | 1669          |
| Sir Henry Ford       |          | 1669            | 1670          |
| Sir Ellis Leighton   |          | 1670            | 1672          |
| Sir Henry Ford       |          | 1672            | 1673          |
| William Harbord      |          | 1673            | 1676          |
| Sir Cyril Wyche      |          | 1676            | 1682          |
| Sir William Ellis    |          | 1682            | 1685          |
| Sir Paul Rycaut      |          | 1686            | 1687          |
| Thomas Sheridan      |          | 1687            | 1688          |
| Patrick Tyrrell      |          | 1688            | 1689          |
| John Davis           |          | 1690            | 1692          |
| Sir Cyril Wyche      |          | 1692            | 1693          |
| Sir Richard Aldworth |          | 1695            | 1696          |
| William Palmer       |          | 1696            | 1697          |
| Matthew Prior        |          | 1697            | 1699          |
| Humphrey May         |          | 1699            | 1701          |

## Capi segretari per l'Irlanda, 1701-1750
| Nome                                      | Immagine | Inizio incarico | Fine incarico |
| ----------------------------------------- | -------- | --------------- | ------------- |
| Francis Gwyn                              |          | 1701            | 1703          |
| Edward Southwell                          |          | 1703            | 1707          |
| George Dodington                          |          | 1707            | 1708          |
| Joseph Addison                            |          | 1708            | 1710          |
| Edward Southwell                          |          | 1710            | 1713          |
| Sir John Stanley, Bt                      |          | 1713            | 1714          |
| Joseph Addison                            |          | 1714            | 1715          |
| Martin Bladen e Charles Delafaye          |          | 1715            | 1717          |
| Edward Webster                            |          | 1717            | 1720          |
| Horatio Walpole                           |          | 1720            | 1721          |
| Edward Hopkins                            |          | 1721            | 1724          |
| Thomas Clutterbuck                        |          | 1724            | 1730          |
| Walter Cary                               |          | 1730            | 1737          |
| Sir Edward Walpole                        |          | 1737            | 1739          |
| Thomas Townshend                          |          | 1739            | 1739          |
| Henry Bilson Legge                        |          | 1739            | 1741          |
| William Ponsonby, II conte di Bessborough |          | 1741            | 1745          |
| Richard Lidell                            |          | 1745            | 1746          |
| Sewallis Shirley                          |          | 1746            | 1746          |
| Edward Weston                             |          | 1746            | 1750          |

## Capo segretario per l'Irlanda 1750-1801
| Nome                                    | Immagine | Inizio incarico | Fine incarico |
| --------------------------------------- | -------- | --------------- | ------------- |
| George Germain, I visconte Sackville    |          | 1750            | 1755          |
| Henry Seymour Conway                    |          | 1755            | 1757          |
| Richard Rigby                           |          | 1757            | 1761          |
| William Gerard Hamilton                 |          | 1761            | 1764          |
| Charles Moore, I marchese di Drogheda   |          | 1764            | 1765          |
| Francis Seymour-Conway, visconte Conway |          | 1765            | 1766          |
| Hon. Augustus Hervey                    |          | 1766            | 1767          |
| Theophilus Jones                        |          | 1767            | 1767          |
| Lord Frederick Campbell                 |          | 1767            | 1767          |
| Sir George Macartney                    |          | 1769            | 1772          |
| Sir John Blaquiere                      |          | 1772            | 1776          |
| Sir Richard Heron                       |          | 1776            | 1780          |
| William Eden                            |          | 1780            | 1782          |
| Hon. Richard FitzPatrick                |          | 1782            | 1782          |
| William Grenville                       |          | 1782            | 1783          |
| William Windham                         |          | 1783            | 1783          |
| Hon. Thomas Pelham                      |          | 1783            | 1784          |
| Thomas Orde                             |          | 1784            | 1787          |
| Alleyne FitzHerbert                     |          | 1787            | 1789          |
| Hon. Robert Hobart                      |          | 1789            | 1793          |
| Sylvester Douglas                       |          | 1793            | 1794          |
| George Damer, visconte Milton           |          | 1794            | 1795          |
| Hon. Thomas Pelham                      |          | 1795            | 1798          |
| Robert Stewart, visconte Castlereagh    |          | 1798            | 1801          |

## Capo segretario per l'Irlanda, 1801-1852
| Nome | Nome                                   | Immagine | Inizio incarico  | Fine incarico    | Partito politico |
| ---- | -------------------------------------- | -------- | ---------------- | ---------------- | ---------------- |
|      | Charles Abbot                          |          | 1801             | 1802             |                  |
|      | William Wickham                        |          | 1802             | 1804             |                  |
|      | Sir Evan Nepean, baronetto             |          | 1804             | 1805             |                  |
|      | Nicholas Vansittart                    |          | 1805             | 1805             |                  |
|      | Charles Long                           |          | 1805             | 1806             |                  |
|      | William Elliot                         |          | 1806             | 1807             |                  |
|      | Hon. Sir Arthur Wellesley              |          | 1807             | 1809             |                  |
|      | Hon. Robert Dundas                     |          | 1809             | 1809             |                  |
|      | Hon. William Wellesley-Pole            |          | 1809             | 1812             |                  |
|      | Robert Peel                            |          | 1812             | 1818             |                  |
|      | Charles Grant                          |          | 1818             | 1821             |                  |
|      | Henry Goulburn                         |          | 1821             | 1827             |                  |
|      | Hon. William Lamb                      |          | 29 aprile 1827   | 21 giugno 1828   |                  |
|      | Lord Francis Leveson-Gower             |          | 21 giugno 1828   | 30 luglio 1830   | Tory             |
|      | Sir Henry Hardinge                     |          | 30 luglio 1830   | 15 novembre 1830 | Tory             |
|      | Hon. Edward Smith-Stanley              |          | 29 novembre 1830 | 29 marzo 1833    | Whig             |
|      | Sir John Hobhouse, baronetto           |          | 29 marzo 1833    | maggio 1833      | Whig             |
|      | Edward Littleton                       |          | maggio 1833      | 14 novembre 1834 | Whig             |
|      | Sir Henry Hardinge                     |          | 16 dicembre 1834 | 8 aprile 1835    | Tory             |
|      | George Howard, visconte Morpeth        |          | 22 aprile 1835   | 30 agosto 1841   | Whig             |
|      | Lord Eliot                             |          | 6 febbraio 1841  | 1º febbraio 1845 | Tory             |
|      | Sir Thomas Fremantle, baronetto        |          | 1º febbraio 1845 | 14 febbraio 1846 | Tory             |
|      | Henry Pelham-Clinton, conte di Lincoln |          | 14 febbraio 1846 | giugno 1846      | Tory             |
|      | Henry Labouchere                       |          | 6 luglio 1846    | 22 luglio 1847   | Whig             |
|      | Sir William Somerville, baronetto      |          | 22 luglio 1847   | 21 febbraio 1852 | Whig             |

## Capo segretario per l'Irlanda, 1852-1900
| Nome | Nome                                      | Immagine | Inizio incarico   | Fine incarico     | Partito politico |
| ---- | ----------------------------------------- | -------- | ----------------- | ----------------- | ---------------- |
|      | Lord Naas                                 |          | 1º marzo 1852     | 17 dicembre 1852  | Tory             |
|      | Sir John Young, baronetto                 |          | 1º marzo 1853     | 30 gennaio 1855   |                  |
|      | Edward Horsman                            |          | 1º marzo 1855     | 27 maggio 1857    | Liberale         |
|      | Henry Arthur Herbert                      |          | 27 maggio 1857    | 21 febbraio 1858  | Liberale         |
|      | Richard Bourke, lord Naas                 |          | 4 marzo 1858      | 11 giugno 1859    | Conservatore     |
|      | Edward Cardwell                           |          | 24 giugno 1859    | 29 luglio 1861    | Liberale         |
|      | Sir Robert Peel, III baronetto            |          | 29 luglio 1861    | 7 dicembre 1865   | Liberale         |
|      | Chichester Parkinson-Fortescue            |          | 7 dicembre 1865   | 26 giugno 1866    | Liberale         |
|      | Richard Bourke, VI conte di Mayo          |          | 10 luglio 1866    | 29 settembre 1868 | Conservatore     |
|      | John Wilson-Patten                        |          | 29 settembre 1868 | 1º dicembre 1868  | Conservatore     |
|      | Chichester Parkinson-Fortescue            |          | 16 dicembre 1868  | 12 gennaio 1871   | Liberale         |
|      | Spencer Cavendish, marchese di Hartington |          | 12 gennaio 1871   | 17 febbraio 1874  | Liberale         |
|      | Sir Michael Hicks-Beach, baronetto        |          | 27 febbraio 1874  | 15 febbraio 1878  | Conservatore     |
|      | James Lowther                             |          | 15 febbraio 1878  | 21 aprile 1880    | Conservatore     |
|      | William Edward Forster                    |          | 30 aprile 1880    | 6 maggio 1882     | Liberale         |
|      | Lord Frederick Cavendish                  |          | 6 maggio 1882     | 6 maggio 1882     | Liberale         |
|      | George Trevelyan                          |          | 9 maggio 1882     | 23 ottobre 1884   | Liberale         |
|      | Henry Campbell-Bannerman                  |          | 23 ottobre 1884   | 9 giugno 1885     | Liberale         |
|      | Sir William Hart Dyke, Bt                 |          | 25 giugno 1885    | 23 gennaio 1886   | Conservatore     |
|      | William Henry Smith                       |          | 23 gennaio 1886   | 28 gennaio 1886   | Conservatore     |
|      | John Morley                               |          | 6 febbraio 1886   | 20 luglio 1886    | Liberale         |
|      | Sir Michael Hicks-Beach, baronetto        |          | 5 agosto 1886     | 7 marzo 1887      | Conservatore     |
|      | Arthur Balfour                            |          | 7 marzo 1887      | 9 novembre 1891   | Conservatore     |
|      | William Jackson                           |          | 9 novembre 1891   | 11 agosto 1892    | Conservatore     |
|      | John Morley                               |          | 22 agosto 1892    | 21 giugno 1895    | Liberale         |
|      | Gerald Balfour                            |          | 4 giugno 1895     | 9 novembre 1900   | Conservatore     |

## Capo segretario per l'Irlanda, 1900-1922
| Nome | Nome                           | Immagine | Inizio incarico  | Fine incarico   | Partito politico |
| ---- | ------------------------------ | -------- | ---------------- | --------------- | ---------------- |
|      | George Wyndham                 |          | 9 novembre 1900  | 12 marzo 1905   | Conservatore     |
|      | Walter Long                    |          | 12 marzo 1905    | 4 dicembre 1905 | Conservatore     |
|      | James Bryce                    |          | 10 dicembre 1905 | 23 gennaio 1907 | Liberale         |
|      | Augustine Birrell              |          | 23 gennaio 1907  | 3 maggio 1916   | Liberale         |
|      | Henry Duke                     |          | 31 luglio 1916   | 5 maggio 1918   | Conservatore     |
|      | Edward Shortt                  |          | 5 maggio 1918    | 10 gennaio 1919 | Liberale         |
|      | Ian Macpherson                 |          | 10 gennaio 1919  | 2 aprile 1920   | Liberale         |
|      | Sir Hamar Greenwood, baronetto |          | 2 aprile 1920    | 19 ottobre 1922 | Liberale         |